# Любовка (Стерлітамацький район)
Лю́бовка (рос. Любовка, башк. Любовка) — присілок у складі Стерлітамацького району Башкортостану, Росія. Входить до складу Услинської сільської ради.
Населення — 88 осіб (2010; 90 в 2002).
Національний склад:
- чуваші — 98%